# جون غيليام (لاعب كرة قدم أمريكية)
جون غيليام (بالإنجليزية: John Gilliam)‏ هو لاعب كرة قدم أمريكية أمريكي، ولد في 7 أغسطس 1945 في غرينوود في الولايات المتحدة.

## وصلات خارجية
- جون غيليام (لاعب كرة قدم أمريكية) على موقع مرجع كرة القدم المحترفة.كوم (الإنجليزية)